# Tala Lumbar
Tala Lumbar, slovenska akademska kiparka, * 8. januar 1984, Ljubljana

## Življenje
Tala Lumbar je v mladih letih plesala v plesni šoli Mojce Horvat in nastopala v mladinski oddaji Pod klobukom. Leta 1996 je v vlogi Polone zaigrala v slovenskem mladinskem pustolovskem filmu Junaki petega razreda. Dokončala je Srednjo šolo za oblikovanje in fotografijo (SŠOF) v Ljubljani ter nadaljevala študij na Akademiji za likovno umetnost (danes ALUO), smer kiparstvo.

## Razstave
- "SEM", skupinska razstava študentov ALU "IN SITU", Hostel Celica, 2005
- "KULT&URA..KUL TURA", skupinska razstava ob koncu enotedenskih delavnic, Hostel Celica, 2005
- "ŠTANCAM ŠTUMFE", razstava študentov ALU (4. letnik) na SOFU (slovenskem oglaševalskem festivalu), Hotel Bernardin, 2007
- "KAMNIk", inštalacija na dvorišču gradu Zaprice v okviru Poletne muzejske noči, Medobčinski muzej Kamnik, 2008
- "NA SKRIVAJ", samostojna razstava, Škuc, 2009 (neuradno)
- "RDEČABELAPLAVA", na skupinski razstavi v okviru natečaja za ureditev Trga osamosvojitve v Mozirju, knjižnica v Mozirju, 2009
- "GOR", kip postavljen pred Centrom starejših občanov v Trnovem, Trnovo, 2009
- "BEŽIČAS..BEŽIGRAD", na skupinski razstavi likovne sekcije KD Bežigrad, Dom NOB v Črnučah, 2009
- "RDEČA ČREDA", kiparska razstava, Studio 8, 2010[1][2]
- "DIPLOMA...PIL DOMA", zagovor diplomske naloge v sklopu TrienaleROGOVILA2010, Avtonomna tovarna ROG, 2010[3]
- "MODA DOMA", samostojna razstava, KUD France Prešeren, 2015[4]